# 里氏松球魚
里氏松球魚為輻鰭魚綱燧鯛亞目松毬魚科的其中一種，分布於西南太平洋的 Nazca海脊、Desventuradas群島和Juan Fernández群島海域，棲息深度可達250公尺，體長可達9.9公分，棲息在礁石區，夜行性。